# Bianca (satélite)
Bianca (bee-aang'-kə, IPA biːˈɑŋkə) es un satélite natural de Urano. Fue descubierto a partir de imágenes tomadas por la sonda espacial Voyager 2 el 23 de enero de 1986 por el astrónomo Bradford A. Smith, y le fue dada la designación temporal S/1986 U 9, aunque también se designa Urano VIII. Su nombre proviene de Bianca, la hermana de Katherine en la obra La fierecilla domada de William Shakespeare.
Bianca pertenece al grupo de Porcia, que incluye a Crésida, Desdémona, Julieta, Porcia, Rosalinda, Cupido, Belinda y Perdita. Estos satélites poseen órbitas y propiedades fotométricas similares. Desafortunadamente, aparte de su órbita, su radio de 27 km y su albedo geométrico de 0,08 nada se sabe de este satélite.
En las imágenes de la Voyager 2, Bianca aparece como un objeto alargado, con el eje principal apuntando hacia Urano. La proporción de ejes del esferoide alargado de Bianca es de 0,7 ± 0,2. Su superficie es de color gris.